# Lista de clássicos da Disney
Esta é uma lista de filmes da Walt Disney Animation Studios, um estúdio de animação americano localizado em Burbank, Califórnia, que cria filmes de animação para a The Walt Disney Company. O estúdio lançou 60 filmes, começando por Branca de Neve e os Sete Anões (1937) até seu filme mais recente Moana 2 (2024).

## Filmografia

### Longas-metragens

#### Filmes lançados
| #              | Filme                                  | Título no Brasil                        | Título em Portugal                           | Data de lançamento original |
| -------------- | -------------------------------------- | --------------------------------------- | -------------------------------------------- | --------------------------- |
| 1              | Snow White and the Seven Dwarfs        | Branca de Neve e os Sete Anões          | Branca de Neve e os Sete Anões               | 21 de dezembro de 1937      |
| 2              | Pinocchio                              | Pinóquio                                | Pinóquio                                     | 7 de fevereiro de 1940      |
| 3              | Fantasia                               | Fantasia                                | Fantasia                                     | 13 de novembro de 1940      |
| 4              | Dumbo                                  | Dumbo                                   | Dumbo                                        | 23 de outubro de 1941       |
| 5              | Bambi                                  | Bambi                                   | Bambi                                        | 16 de abril de 1942         |
| 6              | Saludos Amigos                         | Alô Amigos                              | Olá Amigos                                   | 6 de fevereiro de 1943      |
| 7              | The Three Caballeros                   | Você Já Foi À Bahia?                    | A Caixinha de Surpresas                      | 3 de fevereiro de 1945      |
| 8              | Make Mine Music                        | Música, Maestro!                        | Música, Maestro!                             | 20 de abril de 1946         |
| 9              | Fun and Fancy Free                     | Como É Bom Se Divertir                  | Batalha de Gigantes                          | 27 de setembro de 1947      |
| 10             | Melody Time                            | Tempo de Melodia                        | Tempo de Melodia                             | 27 de maio de 1948          |
| 11             | The Adventures of Ichabod and Mr. Toad | As Aventuras de Ichabod e o Sr. Sapo    | As Aventuras de Ichabod e o Sr. Sapo         | 5 de outubro de 1949        |
| 12             | Cinderella                             | Cinderela                               | Cinderela                                    | 15 de fevereiro de 1950     |
| 13             | Alice in Wonderland                    | Alice no País das Maravilhas            | Alice no País das Maravilhas                 | 28 de julho de 1951         |
| 14             | Peter Pan                              | Peter Pan                               | As Aventuras de Peter Pan                    | 5 de fevereiro de 1953      |
| 15             | Lady and the Tramp                     | A Dama e o Vagabundo                    | A Dama e o Vagabundo                         | 22 de junho de 1955         |
| 16             | Sleeping Beauty                        | A Bela Adormecida                       | A Bela Adormecida                            | 29 de janeiro de 1959       |
| 17             | One Hundred and One Dalmatians         | 101 Dálmatas                            | Os 101 Dálmatas                              | 25 de janeiro de 1961       |
| 18             | The Sword in the Stone                 | A Espada Era a Lei                      | A Espada Era a Lei                           | 25 de dezembro de 1963      |
| 19             | The Jungle Book                        | Mogli - O Menino Lobo                   | O Livro da Selva                             | 18 de outubro de 1967       |
| 20             | The Aristocats                         | Aristogatas                             | Os Aristogatos                               | 24 de dezembro de 1970      |
| 21             | Robin Hood                             | Robin Hood                              | Robin dos Bosques                            | 8 de novembro de 1973       |
| 22             | The Many Adventures of Winnie the Pooh | As Aventuras do Ursinho Pooh            | As Extra Aventuras de Winnie the Pooh        | 11 de março de 1977         |
| 23             | The Rescuers                           | Bernardo e Bianca                       | As Aventuras de Bernardo e Bianca            | 22 de junho de 1977         |
| 24             | The Fox and the Hound                  | O Cão e a Raposa                        | Papuça e Dentuça                             | 10 de julho de 1981         |
| 25             | The Black Cauldron                     | O Caldeirão Mágico                      | Taran e o Caldeirão Mágico                   | 24 de julho de 1985         |
| 26             | The Great Mouse Detective              | As Peripécias do Ratinho Detetive       | Rato Basílio, o Grande Mestre dos Detectives | 2 de julho de 1986          |
| 27             | Oliver & Company                       | Oliver e Sua Turma                      | Oliver e seus Companheiros                   | 18 de novembro de 1988      |
| 28             | The Little Mermaid                     | A Pequena Sereia                        | A Pequena Sereia                             | 17 de novembro de 1989      |
| 29             | The Rescuers Down Under                | Bernardo e Bianca na Terra dos Cangurus | Bernardo e Bianca na Cangurulândia           | 16 de novembro de 1990      |
| 30             | Beauty and the Beast                   | A Bela e a Fera                         | A Bela e o Monstro                           | 22 de novembro de 1991      |
| 31             | Aladdin                                | Aladdin                                 | Aladdin                                      | 25 de novembro de 1992      |
| 32             | The Lion King                          | O Rei Leão                              | O Rei Leão                                   | 24 de junho de 1994         |
| 33             | Pocahontas                             | Pocahontas                              | Pocahontas                                   | 23 de junho de 1995         |
| 34             | The Hunchback of Notre Dame            | O Corcunda de Notre Dame                | O Corcunda de Notre Dame                     | 21 de junho de 1996         |
| 35             | Hercules                               | Hércules                                | Hércules                                     | 27 de junho de 1997         |
| 36             | Mulan                                  | Mulan                                   | Mulan                                        | 19 de junho de 1998         |
| 37             | Tarzan                                 | Tarzan                                  | Tarzan                                       | 18 de junho de 1999         |
| 38             | Fantasia 2000                          | Fantasia 2000                           | Fantasia 2000                                | 1 de janeiro de 2000        |
| 39             | Dinosaur                               | Dinossauro                              | Dinossauro                                   | 19 de maio de 2000          |
| 40             | The Emperor's New Groove               | A Nova Onda do Imperador                | Pacha e o Imperador                          | 15 de dezembro de 2000      |
| 41             | Atlantis: The Lost Empire              | Atlantis: O Reino Perdido               | Atlântida - O Continente Perdido             | 15 de junho de 2001         |
| 42             | Lilo & Stitch                          | Lilo & Stitch                           | Lilo & Stitch                                | 21 de junho de 2002         |
| 43             | Treasure Planet                        | Planeta do Tesouro                      | O Planeta do Tesouro                         | 27 de novembro de 2002      |
| 44             | Brother Bear                           | Irmão Urso                              | Kenai e Koda                                 | 1 de novembro de 2003       |
| 45             | Home on the Range                      | Nem que a Vaca Tussa                    | O Paraíso da Barafunda                       | 2 de abril de 2004          |
| 46             | Chicken Little                         | O Galinho Chicken Little                | Chicken Little                               | 4 de novembro de 2005       |
| 47             | Meet the Robinsons                     | A Família do Futuro                     | Os Robinsons                                 | 30 de março de 2007         |
| 48             | Bolt                                   | Bolt - SuperCão                         | Bolt                                         | 21 de novembro de 2008      |
| 49             | The Princess and the Frog              | A Princesa e o Sapo                     | A Princesa e o Sapo                          | 11 de dezembro de 2009      |
| 50             | Tangled                                | Enrolados                               | Entrelaçados                                 | 24 de novembro de 2010      |
| 51             | Winnie the Pooh                        | Winnie the Pooh                         | Winnie the Pooh                              | 15 de julho de 2011         |
| 52             | Wreck-It Ralph                         | Detona Ralph                            | Força Ralph                                  | 2 de novembro de 2012       |
| 53             | Frozen                                 | Frozen: Uma Aventura Congelante         | Frozen: O Reino do Gelo                      | 27 de novembro de 2013      |
| 54             | Big Hero 6                             | Operação Big Hero                       | Big Hero 6 - Os Novos Heróis                 | 7 de novembro de 2014       |
| 55             | Zootopia                               | Zootopia: Essa Cidade é o Bicho         | Zootrópolis                                  | 4 de março de 2016          |
| 56             | Moana                                  | Moana: Um Mar de Aventuras              | Vaiana                                       | 23 de novembro de 2016      |
| 57             | Ralph Breaks the Internet              | WiFi Ralph: Quebrando a Internet        | Força Ralph: Ralph vs Internet               | 21 de novembro de 2018      |
| 58             | Frozen 2                               | Frozen 2                                | Frozen II: O Reino do Gelo                   | 22 de novembro de 2019      |
| 59             | Raya and the Last Dragon               | Raya e o Último Dragão                  | Raya e o Último Dragão                       | 5 de março de 2021          |
| 60             | Encanto                                | Encanto                                 | Encanto                                      | 24 de novembro de 2021      |
| 61             | Strange World                          | Mundo Estranho                          | Estranho Mundo                               | 23 de novembro de 2022      |
| 62             | Wish                                   | Wish: O Poder dos Desejos               | Wish: O Poder dos Desejos                    | 22 de novembro de 2023      |
| 63             | Moana 2                                | Moana 2                                 | Vaiana 2                                     | 27 de novembro de 2024      |
| Futuros Filmes |                                        |                                         |                                              |                             |
| 64             | Zootopia 2                             | Zootopia 2                              | Zootopia 2                                   | 26 de novembro de 2025      |
| 65             | Filme Original                         | Filme Original                          | Filme Original                               | 25 de novembro de 2026      |
| 66             | Frozen 3                               | Frozen 3                                | Frozen 3                                     | 24 de novembro de 2027      |
| 67             | Frozen 4                               | Frozen 4                                | Frozen 4                                     | TBA                         |

### Produções relacionadas
| Título Original                | Título no Brasil                    | Título em Portugal         | Data de lançamento     | Estúdio                                  |
| ------------------------------ | ----------------------------------- | -------------------------- | ---------------------- | ---------------------------------------- |
| The Reluctant Dragon           | O Dragão Relutante                  | Parada de Maravilhas       | 20 de junho de 1941    | Walt Disney Productions                  |
| Victory Through Air Power      | A Vitória Pela Força Aérea          | Vitória Pela Força Aérea   | 17 de julho de 1943    | Walt Disney Productions                  |
| Song of the South              | A Canção do Sul                     | A Canção do Sul            | 12 de novembro de 1946 | Walt Disney Productions                  |
| So Dear to My Heart            | Tão Perto do Coração                | Meu Querido Carneirinho    | 29 de novembro de 1948 | Walt Disney Productions                  |
| Mary Poppins                   | Mary Poppins                        | Mary Poppins               | 27 de agosto de 1964   | Walt Disney Productions                  |
| Bedknobs and Broomsticks       | Se Minha Cama Voasse                | Se a Minha Cama Voasse     | 7 de outubro de 1971   | Walt Disney Productions                  |
| Pete's Dragon                  | Meu Amigo, o Dragão                 | Meu Amigo o Dragão         | 3 de novembro de 1977  | Walt Disney Productions                  |
| Who Framed Roger Rabbit        | Uma Cilada para Roger Rabbit        | Quem Tramou Roger Rabbit?  | 22 de junho de 1988    | Touchstone Pictures Amblin Entertainment |
| The Nightmare Before Christmas | O Estranho Mundo de Jack            | O Estranho Mundo de Jack   | 29 de outubro de 1993  | Touchstone Pictures                      |
| James and the Giant Peach      | James e o Pêssego Gigante           | James e o Pêssego Gigante  | 12 de abril de 1996    | Walt Disney Pictures                     |
| Enchanted                      | Encantada                           | Uma História de Encantar   | 21 de novembro de 2007 | Walt Disney Pictures                     |
| Saving Mr. Banks               | Walt nos Bastidores de Mary Poppins | Ao Encontro de Mr. Banks   | 13 de dezembro de 2013 | Walt Disney Pictures                     |
| Mary Poppins Returns           | O Retorno de Mary Poppins           | O Regresso de Mary Poppins | 19 de dezembro de 2018 | Walt Disney Pictures                     |

## Refilmagens emlive-action
Ainda que nos anos 1990 o estúdio tenha tentado levar seus clássicos para o universo live-action, com 101 Dálmatas, foi só a partir de 2010 que a ideia ganhou força, com a refilmagem de Alice no País das Maravilhas.[carece de fontes?]

### Títulos anteriormente utilizados no Brasil
Alguns longa metragens da Walt Disney Animation Studios foram lançados no Brasil com o título diferente do utilizado atualmente[carece de fontes?], sendo eles:
- Fun and Fancy Free foi lançado sob o título de "Bongo".
- Melody Time foi lançado sob o título de "Melodia".
- Cinderella foi lançado sob o título de "A Gata Borralheira".
- Peter Pan foi lançado sob o título de "As Aventuras de Peter Pan".
- One Hundred and One Dalmatians foi lançado sob o título de "A Guerra dos Dálmatas".
- The Jungle Book foi lançado sob o título de "Mowgli - O Menino Lobo".
- The Many Adventures of Winnie the Pooh foi lançado sob o título de "Puff - O Ursinho Guloso".
- The Rescuers foi lançado sob o título de "Bernardo e Bianca em Missão Secreta".